# 387 v. Chr.
Portal Geschichte | Portal Biografien | Aktuelle Ereignisse | Jahreskalender | Tagesartikel

◄ |
5. Jahrhundert v. Chr. |
4. Jahrhundert v. Chr. |
3. Jahrhundert v. Chr. |
►

◄ | 400er v. Chr. | 390er v. Chr. | 380er v. Chr. | 370er v. Chr. |
360er v. Chr. |
►

◄◄ | ◄ | 390 v. Chr. | 389 v. Chr. | 388 v. Chr. | 387 v. Chr. |
386 v. Chr. |
385 v. Chr. |
384 v. Chr. |
► |
►►

## Ereignisse

### Politik und Weltgeschehen

#### Westliches Mittelmeer
- Lucius Papirius Cursor, Lucius Aemilius Mamercinus, Lucius Valerius Potitus Poplicola, Gnaeus Sergius Fidenas Coxo, Licius Menenius Lanatus und Aulus Manlius Capitolinus werden römische Konsulartribunen.
- Die etruskische Stadt Clusium wird von dem keltischen Stamm der Senonen unter Brennus angegriffen. Die Etrusker rufen Rom um Hilfe. Bei den Verhandlungen zwischen den Kelten und dem römischen Gesandten Quintus Fabius Ambustus wird ein Anführer der Senonen getötet. Diese brechen daraufhin die Belagerung Clusiums ab und wenden sich gegen Rom.
- 18. Juli: Dies ater: Etwa zehn Kilometer von Rom entfernt kommt es zur Schlacht an der Allia zwischen den Senonen und sechs römischen Legionen (rund 40.000 Mann) unter Quintus Sulpicius. Den Kelten gelingt hierbei ein überragender Sieg; die römische Phalanx wird aufgerieben, die Überlebenden fliehen nach Veji und Rom. Im Anschluss wird die Stadt Rom – mit Ausnahme des Hügels Kapitol – für sieben Monate belagert und geplündert. Der Legende zufolge hatten die heiligen Gänse der Juno die Bürger vor den herannahenden Senonen gewarnt, so dass diese sich auf dem Hügel verschanzen konnten.

#### Östliches Mittelmeer
- In der persischen Stadt Sardes beginnen die Verhandlungen über ein Ende des Korinthischen Krieges zwischen Sparta auf der einen und Athen, Argos, Korinth und Theben auf der anderen Seite. Ziel ist ein Allgemeiner Frieden, der den jahrzehntelangen Konflikt der griechischen Stadtstaaten dauerhaft beenden soll. Es kommt schließlich zum Königsfrieden.
- Griechische Kolonisten aus Sizilien gründen die Stadt Ancona an der Ostküste Italiens.
- Die Insel Samos fällt wieder an die Perser.

### Kultur und Gesellschaft
- Platon erwirbt den Hain des mythischen Helden Akademos, nordwestlich von Athen. Er beginnt hier, philosophisch-wissenschaftlichen Unterricht zu erteilen. Der Name des Hains geht mit der Zeit auch auf die Schule über, diese wird üblicherweise als Platonische Akademie bezeichnet.